# أغرب من الخيال
أغرب من الخيال (بالإنجليزية: Stranger than Fiction )‏ هو فيلم كوميدي دراما فنتازيا أمريكي من إخراج مارك فورستر وبطولة ويل فيرل، ماغي جيلنهال، داستين هوفمان، كوين لطيفة وإيما تومسون، صدر الفيلم في 10 نوفمبر 2006.

## روابط خارجية
- الموقع الرسمي
- أغرب من الخيال على موقع IMDb (الإنجليزية)
- أغرب من الخيال على موقع ميتاكريتيك (الإنجليزية)
- أغرب من الخيال على موقع روتن توميتوز (الإنجليزية)
- أغرب من الخيال على موقع نتفليكس (الإنجليزية)
- أغرب من الخيال على موقع قاعدة بيانات الأفلام العربية
- أغرب من الخيال على موقع ألو سيني (الفرنسية)
- أغرب من الخيال على موقع Turner Classic Movies (الإنجليزية)
- أغرب من الخيال على موقع أول موفي (الإنجليزية)
- أغرب من الخيال على موقع بوكس أوفيس موجو (الإنجليزية)
- أغرب من الخيال على موقع فيلمافينيتي (الإسبانية)

لم يتم العثور على روابط لمواقع التواصل الاجتماعي.